# Neue Liebe, neues Glück
Neue Liebe, neues Glück (Originaltitel: Something New) ist ein US-amerikanisches Filmdrama aus dem Jahr 2006. Regie führte Sanaa Hamri, das Drehbuch schrieb Kriss Turner.

## Handlung
Die Afroamerikanerin Kenya McQueen ist beruflich erfolgreich. Sie möchte alles perfekt machen – im Beruf genauso wie beim Einrichten ihrer Wohnung. McQueen lernt den weißen Landschaftsarchitekten Brian Kelly kennen, mit dem sie sich verabredet.
McQueens Freundinnen und derer Familie bedrängen sie, eine Beziehung mit einem Afroamerikaner einzugehen. Sie trifft sich zeitweise mit dem schwarzen Steueranwalt Mark Harper, aber dann kehrt sie zu Kelly zurück.

## Kritiken
Roger Ebert schrieb in der Chicago Sun-Times vom 3. Februar 2006, der Film setze nicht auf Formeln oder einfache Antworten. Er biete alle Elemente einer Liebesgeschichte, aber auch respektiere seine Charaktere und behandle die Rassenfragen komplexer, als man es erwarten könnte.
Die Redaktion von Cinema schrieb, über den Film „…hier ein paar witzige Zeilen zum Lachen, da ein paar traurige Momente fürs Taschentuch, und viel Wärmendes fürs Herz. Was den Film von der Masse abhebt, ist die erfrischende Aufrichtigkeit, mit der er Probleme interkultureller Beziehungen anspricht. Die Hauptdarsteller spielen das recht glaubhaft“.

## Auszeichnungen
Kriss Turner gewann im Jahr 2006 für das Drehbuch den Black Movie Award; Sanaa Lathan und Alfre Woodard wurden für den gleichen Preis nominiert. Kriss Turner erhielt im Jahr 2007 den Black Reel Award. Der Film als Bester Film, Sanaa Hamri, Sanaa Lathan und die Filmmusik wurden für den gleichen Preis nominiert. Sanaa Lathan und Sanaa Hamri wurden 2007 für den Image Award nominiert.

## Hintergründe
Der Film wurde in Los Angeles gedreht. Er kam am 29. Januar 2006 in die Kinos der USA und spielte dort ca. 11,4 Millionen US-Dollar ein. In zahlreichen Ländern wie Australien, Argentinien, Griechenland und Ungarn wurde er direkt auf DVD bzw. Video veröffentlicht.